# ×Dupontopoa
× Dupontopoa là một chi thực vật có hoa trong họ Hòa thảo (Poaceae).

## Loài
Chi × Dupontopoa gồm các loài: